# Мазаропі
Жералдо Перейра де Матос Фільйо (порт. Geraldo Pereira de Matos Filho), відоміший під коротким прізвиськом Мазаропі (порт. Mazarópi, нар. 27 січня 1953, Ален-Параїба) — бразильський футболіст, що грав на позиції воротаря. По завершенні ігрової кар'єри — тренер. Виступав, зокрема, за клуби «Васко да Гама» та «Греміо», а також олімпійську збірну Бразилії та національну збірну Бразилії.
Дворазовий переможець Ліги Каріока, шестиразовий переможець Ліги Гаушу, переможець Ліги Паранаенсе. Чемпіон Бразилії. Володар Кубка Бразилії. Володар Кубка Лібертадорес. Володар Міжконтинентального кубка. Володар Кубка Імператора (як тренер).

## Клубна кар'єра
Мазаропі народився 1953 року в місті Ален-Параїба, та є вихованцем футбольної школи клубу «Васко да Гама». Дорослу футбольну кар'єру розпочав 1974 року в основній команді того ж клубу, в якій грав до 1978 року, взявши участь у 76 матчах чемпіонату, а в 1974 році став чемпіоном Бразилії, та в 1977 році переможцем Ліги Каріока.
У 1979 році керівництво клубу віддало воротаря в оренду до команди команд «Корітіба», в якій цього року він став переможцем Ліги Паранаенсе. У 1980 році футболіст повернувся до клубу «Васко да Гама», з яким у 1982 році вдруге став переможцем Ліги Каріока. У 1983 році гравець знову виступав у оренді за клуб «Греміо», з яким у цьому році став володарем Кубка Лібертадорес та Міжконтинентального кубка. У 1984 році Мазаропі грав у оренді в клубі «Наутіко Капібарібе».
У 1984 воротар перейшов до клубу «Греміо» вже на правах постійного контракту, в якому грав до 1990 року. У складі команди гравець 6 разів вигравав Лігу Гаушу, а в 1989 році став володарем Кубка Бразилії. Протягом 1991 року Мазаропі захищав ворота клубу «Фігейренсе». Завершив ігрову кар'єру футболіст у команді «Гуарані» (Баже), за яку виступав протягом 1992 року.

## Виступи за збірну
1976 року Мазаропі захищав кольори олімпійської збірної Бразилії. У 1983 році футболіст провів свій єдиний матч у складі національної збірної Бразилії.

## Кар'єра тренера
Розпочав тренерську кар'єру відразу ж по завершенні кар'єри гравця, 1992 року, ставши тренером воротарів клубу «Греміо», де працював до 1995 року. 1996 року Мазаропі став тренером воротарів японської команди «Йокогама Ф. Марінос», де працював до 1998 року.
У 1999 році бразильський тренер очолив японську команду «Наґоя Ґрампус», з якою виграв Кубок Імператора, проте пропрацював у клубі лише до кінця року. У 2001—2003 роках Мазаропі працював тренером воротарів японських клубів «Кавасакі Фронталє» та «Консадолє Саппоро». З 2005 до 2010 року тренер працював на батьківщині в клубах регіональних ліг нижчого рівня «Сапукаєнсе», «Вілена», «Гуарані», «Санто=Анжело» та «Санта-Круз», після чого тренерською роботою не займався.

## Титули і досягнення

### Як гравця
- Переможець Ліги Каріока (2):

«Васко да Гама»: 1977, 1982
- Переможець Ліги Гаушу (6):

«Греміо»: 1985, 1986, 1987, 1988, 1989, 1990
- Переможець Ліги Паранаенсе (1):

«Корітіба»: 1979
- Чемпіон Бразилії (1):

«Васко да Гама»: 1974
- Володар Кубка Бразилії (1):

«Греміо»: 1989
- Володар Кубка Лібертадорес (1):

«Греміо»: 1983
- Володар Міжконтинентального кубка (1):

«Греміо»: 1983

### Як тренера
- Володар Кубка Імператора (1):

«Наґоя Ґрампус»: 1999